# Мосіна (Любуське воєводство)
Мосіна (пол. Mosina, нім. Massin) — село в Польщі, у гміні Вітниця Гожовського повіту Любуського воєводства.
Населення — 204 особи (2011).
У 1975-1998 роках село належало до Гожовського воєводства.

## Демографія
Демографічна структура станом на 31 березня 2011 року:
|          | Загалом | Допрацездатний вік | Працездатний вік | Постпрацездатний вік |
| -------- | ------- | ------------------ | ---------------- | -------------------- |
| Чоловіки | 93      | 23                 | 59               | 11                   |
| Жінки    | 111     | 31                 | 60               | 20                   |
| Разом    | 204     | 54                 | 119              | 31                   |